# سیالوری
سیالوری (Sialuria) نوعی بیماری از گروه نقائص انتقال لیزوزومی است.

## علائم بالینی
- زمان تولد و دوره نوزادی: طبیعی.
- دوره شیرخوارگی: معمولاً در زیر ۲ سالگی با علائم عقب ماندگی ذهنی، بزرگی قلب، بزرگی شدید کبد و طحال، یافته‌های خفیف صورت خشن، دیسوستوزیس مالتی پلکس، فلج اسپاستیک همه اندامها، تشنج و تاخیر تکامل بروز می‌کند.

## نقص آنزیم
نقص در آنزیم اوریدین دی فسفات ان استیل گلوکزآمین ۲ اپی مراز.

## توارث ژنتیکی
اتوزوم غالب.

## میزان بروز
نادر.

## روش تشخیص
- - ادرار: افزایش شدید اسید سیالیک آزاد.
- بررسی اسید سیالیک آزاد: در فیبروبلاستها.
- بررسی آنزیم: در فیبروبلاستها.

## درمان
درمان موثری وجود ندارد.

## آزمون تشخیص قبل از تولد
بررسی آنزیم در آمنیوسیتهای کشت شده.